# La Nuit du 11 septembre

La Nuit du 11 septembre est un film muet français réalisé par Dominique Bernard-Deschamps en 1919 et sorti en 1922.

## Fiche technique
- Titre : La Nuit du 11 septembre
- Réalisation : Dominique Bernard-Deschamps
- Scénario : Dominique Bernard-Deschamps, d'après une nouvelle d'Ernest Daudet
- Pays de production :  France
- Format : Noir et blanc — 35 mm — 1,33:1 — Muet
- Genre : Film dramatique
- Durée : 45 min
- Date de sortie : 
  - France : 1er septembre 1922

## Distribution
- Séverin-Mars
- Paul Vermoyal
- Vera Karalli
- Eugénie Boldireff